# جهان‌شمولی
جهان‌شمولی (به انگلیسی: Universality) در مکانیک آماری به معنای وجود ویژگی‌های مشترک برای کلاس بزرگی از سیستم هاست که این ویژگی‌های مشترک مستقل از جزئیات دینامیکی سیستم است. سیستم‌ها جهان‌شمولی را زمانی که تعداد زیادی از بخش‌های برهم کنشی در کنار هم قرار می‌گیرند، در حد مقیاسی نشان می‌دهند. معنی کنونی این اصطلاح (جهان‌شمولی) توسط لئو کادانوف (Leo Kadanoff) در سال‌های ۱۹۶۰ معرفی شد. اما بیان ساده‌تر این مفهوم قبلاً در معادلهٔ واندروالس و حتی پیش تر در نظریه لانداو گذار فاز که مقیاس کردن را به درستی پیش‌بینی نمی‌کرد نیز اشاره شده‌است. جهان‌شمولی را می‌توان این‌طور نیز تعریف کرد: سیستم‌هایی که در مقیاس میکروسکوپیک به نظر متفاوت می‌آیند در مقیاس ماکروسکوپیک متفاوت نیستند و توصیف‌های ریاضی آن‌ها یکسان خواهد بود.
استفاده از این اصطلاح به کندی در زمینه‌های مختلف ریاضیات همچون ترکیبات و نظریه احتمالات در حال گسترش است، هرگاه ویژگی‌های کمّی یک ساختار (مثل رفتار مجانبی) بتواند با تعداد کمی از پارامترهای جهانی که در تعریف ظاهر می‌شوند و بدون نیاز به اطلاعاتی از جزئیات سیستم استباط شوند.
گروه بازبهنجارش یک تعریف جالب که ریاضیات سختی هم ندارد برای جهان‌شمولی ارائه می‌دهد. این گروه، عملگرها را در نظریه میدان‌های کوانتومی به دو کلاس مرتبط و غیر مرتبط تقسیم کرد. عملگرهای مرتبط آن‌هایی اند که مسئول اختلال در انرژی آزاد اند، مثل لاگرانژی زمان موهومی که روی حد پیوسته تأثیر می‌گذارد و تأثیر آن در فواصل دور دیده می‌شود. عملگر غیر مرتبط آن‌هایی اند که فقط جزئیات در فواصل کوتاه را تغییر می‌دهند. مجموعه ای از نظریه‌های آماری مقیاس ناوردا کلاس‌های جهان‌شمولی را تعریف می‌کنند و تعداد محدودی از ضرایب عملگرهای مرتبط رفتار در نزدیکی نقطه بحرانی را پارامتریزه می‌کنند.

## جهان‌شمولی در مکانیک آماری[۳]
منشأ مفهوم جهان‌شمولی در مطالعه گذار فاز در مکانیک آماری است. گذار فاز زمانی رخ می‌دهد که ویژگی‌های یک ماده به‌طور چشمگیری تغییر کند. آب حرارت می‌بیند می‌جوشد و تبدیل به بخار می‌شود. یک آهنربا وقتی گرم می‌شود مغناطش اش را از دست می‌دهد این‌ها مثال‌هایی از گذار فاز هستند. گذار فاز با یک پارامتر نظم (در مورد مثال‌های ما چگالی و مغناطش) تعریف می‌شود که این پارامتر نظم خود تابعی از یک پارامتر سیستم است و با تغییر آن پارامتر تغییر می‌کند؛ مثلاً در مورد آهنربا مغناطش یک پارامتر نظم است و تابعی از دمای سیستم است. مقدار مشخص از پارامتر (دما) که در آن سیستم تغییر فاز می‌دهد نقطه بحرانی سیستم نامیده می‌شود.
گروه بازبهنجارش روی چگونگی رفتار اعضای یک کلاس جهان‌شمولی تحت مقیاس‌ها تمرکز می‌کند که منجر به قوانین توانی می‌شود، اندازه نمای قانون توانی به عنوان مشخصه کلاس جهان‌شمولی در نظر گرفته می‌شود.
اگر پارامتر β در مقدار βc بحرانی باشد. پارامتر نظم a را می‌توان با تقریب خوبی از رابطهٔ زیر بدست آورد.
{\displaystyle a=a_{0}\left\vert \beta -\beta _{c}\right\vert ^{\alpha }.}
توان α یک نمای بحرانی سیستم است. کشف جالب نیمه دوم قرن بیستم این بود که سیستم‌های کاملاً متفاوت نماهای بحرانی یکسانی داشتند.
در سال ۱۹۷۶ میچل فایگنباوم(Mitchell Feigenbaum) جهان‌شمولی را در نقشه‌های تکرار شونده کشف کرد.

## مثال‌ها[۳]
جهان‌شمولی به این علت به این نام خوانده می‌شود که در تنوعی از سیستم‌های فیزیکی دیده می‌شود. مثال‌هایی از جهان‌شمولی:
- بهمن در تپه‌های شنی. درست نمایی بهمن به صورت توانی متناسب است با سایز بهمن. دیده شده که بهمن‌ها در همه سایز مقیاس‌ها رخ می‌دهند. این " شرایط بحرانی خود سازمانده " نامیده می‌شود.
- شکل‌گیری و انتشار شکاف‌ها و گسستگی‌ها در مواد مختلف از فولاد و سنگ گرفته تا کاغذ. تنوع گسستگی‌ها یا سختی یک سطح ناهموار، به صورت توانی متناسب با سایز مقیاس است.
- فرو شکست الکتریکی دی الکتریک‌ها که مشابه گسستگی‌ها و شکاف‌ها هستند.
- تراوش سیالات ازمیان محیط بی نظم مثل عبور نفت ازمیان سنگی ناهموار یا عبور آب از میان فیلتر کاغذی مثل کروماتوگرافی. مقیاس توانی میزان شارش را به توزیع ناهمواری‌ها مربوط می‌کند.
- پخش مولکول‌ها در یک محلول و پدیده" اجتماع پخش محدود"
- توزیع سنگ‌ها با سایزهای مختلف که در یک مخلوط انبوه در حال جابه‌جا شدن هستند (تأثیر گرانش روی سنگ‌ها)
- بروز ماتی بحرانی در سیالات نزدیک گذار فاز
- سیستم اتوبوس غیر متمرکز در شهر کورناواک مکزیک[۷]

## شرح مختصر نظریه
یکی از پیشرفت‌های مهم در علم مواد در سال‌ها ۱۹۷۰ و ۱۹۸۰ درک نظریه میدان آماری، همچون نظریه میدان کوانتومی، بود که می‌تواند برای ارائه یک نظریه میکروسکوپیک جهان‌شمولی مورد استفاده قرار گیرد. بخش مهم مشاهدات این بود که برای همهٔ سیستم‌های مختلف رفتار در گذار فاز به وسیله یک میدان پیوسته توصیف می‌شود. نظریه میدان آماری یکسانی، سیستم‌های مختلف را توصیف می‌کند. نماهای مقیاسی در همه سیستم‌ها می‌توانند از نظریه میدان استنتاج شوند و با نام نماهای بحرانی شناخته می‌شوند. مشاهده کلیدی در نزدیکی گذار فاز یا نقطه بحرانی است. آشوب درهمه سایز مقیاس‌ها رخ می‌دهد بنابراین باید به دنبال یک نظریه مقیاس ناوردا بود تا پدیده را توصیف کند. به نظر می‌رسد که برای اولین بار توسط Pokrovsky و Patashinsky در سال ۱۹۶۵ در یک چارچوب نظری رسمی قرار داده شده‌است. جهان‌شمولی محصول این حقیقت است که تعداد محدودی نظریه مقیاس ناوردا داریم. برای هر سیستم فیزیکی مشخص توصیف با جزئیات ممکن است پارامترهای وابسته به مقیاس زیادی داشته باشد. اگر چه با نزدیک شدن به گذار فاز پارامترهای وابسته به مقیاس اهمیت شان کمتر و کمتر شده و بخش مقیاس ناوردای توصیف فیزیکی اهمیت می‌یابد؛ بنابراین یک مدل ساده شده و اغلب دقیقاً حل پذیر می‌تواند برای تقریب زدن رفتار این سیستم‌ها در نزدیکی نقطه بحرانی استفاده شود. تراوش (نفوذ) می‌تواند با یک شبکه مقاومت الکتریکی رندوم که الکتریسیته از یک طرف شبکه به طرف دیگر شارش می‌یابد مدل شود. مقاومت سراسری شبکه با رسانندگی میانگین مقاومت‌ها در شبکه می‌تواند توصیف شود.
شکل‌گیری گسستگی‌ها و شکاف‌ها می‌تواند با یک شبکه رندوم از فیوزها مدل شود. اگر زمانی شار الکتریکی درون شبکه افزایش یابد بعضی از فیوزها می‌پرد (جریان قطع می‌شود) اما در کل جریان اطراف نواحی دارای مشکل، تغییر جهت می‌دهد و به‌طور یکنواخت توزیع می‌شود.
اگرچه در یک نقطه معین (در گذار فاز) یک شکست پی در پی می‌تواند رخ دهد جایی که جریان اضافی از یک فیوز پریده به فیوز بعدی شارش می‌کند تا جایی که دو طرف شبکه اتصال شان کاملاً قطع شود تا جایی که دیگر هیچ جریانی وجود ندارد.
برای تجزیه و تحلیل این سیستم‌های شبکه رندوم می‌توان فضای تصادفی از همه شبکه‌های ممکن در نظر گرفت (آنسامبل کانونیک) و یک جمع روی همه پیکربندی‌های ممکن شبکه انجام داد. هر پیکربندی رندوم از میان یه جمعی از همه پیکربندی‌ها با یک توزیع احتمال داده شده انتخاب شده‌است. نقش دما در توزیع در اینجا با میانگین رسانندگی جابه‌جا شده‌است.
مقدار چشمداشتی عملگرها مثل میزان شارش و ظرفیت گرمایی و غیره با انتگرال‌گیری روی همه پیکربندی‌های ممکن بدست می‌آید. این انتگرال‌گیری روی همهٔ پیکربندی‌های ممکن بین سیستم‌ها در نظریه میدان آماری و نظریه میدان کوانتومی رایج است. به‌طور خاص زبان گروه بازبهنجارش ممکن است در بحث مدل‌های شبکه رندم بکار رود. در سال‌های ۱۹۹۰ و ۲۰۰۰ روابط قویتر بین مدل‌های آماری و نظریه میدان کانفورمال آشکار شدند. مطالعه جهان‌شمولی به عنوان بخش اساسی و مهم تحقیق است.

## کاربرد در سایر زمینه ها[۳]
همچون سایر مفاهیم مکانیک آماری (آنتروپی و معادله مادر) جهان‌شمولی یک ساختار مفید برای مشخص کردن سیستم‌های توزیع شده در سطح بالاتر مشابه سیستم‌های چند عامله ثابت کرده‌است.
این اصطلاح که برای شبیه‌سازی‌های چند عامله بکار برده شده‌است، جایی که رفتار سطح سیستم که توسط سیستم ارائه شده مستقل از درجه پیچیدگی عوامل منفرد است، اغلب به‌طور کامل از طبیعت قیدهایی که برهمکنش‌های آن‌ها را کنترل می‌کند استخراج می‌شود. در دینامیک شبکه جهان‌شمولی اشاره به این حقیقت دارد که علی‌رغم تنوع مدل‌های دینامیکی غیر خطی که در جزئیات بسیار متفاوت اند، رفتار مشاهده شده سیستم‌های مختلف با مجموعه ای از قوانین جهانی در توافق‌اند. این قوانین مستقل از جزئیات هر سیستم هستند.